# 革命之丘
《革命之丘》（日语：革命の丘）是日本女子組合SKE48的第2張原創專輯，於2017年2月22日由avex trax發售。

## 概要
與前作《不會忘記這天的鐘聲》距離4年5個月的第2張專輯。專輯分為初回限定盤Type A・B・C，通常盤Type A・B・C以及劇場盤。
Disc 1收錄了全形態都有收錄的新曲，主打歌《夏天啊，快！》（夏よ、急げ!），Love Crescendo歌唱的《步槍女孩》（ライフルガール），1期生至4期生成員與3位AKB48移籍至SKE48的成員歌唱的《零基礎》（ゼロベース），愛知豐田選拔歌唱的《地平線》（ホライズン），翻唱成名古屋方言的NMB48歌曲《尖端頂點之上！》（てっぺんとったんで!）的《尖端頂點之上！》（てっぺんとったるて!），松井珠理奈初次挑戰作詞的Solo歌曲《花占卜》（花占い）。除此之外，Type A收錄了《想脫制服了》（制服を脱ぎたくなって来た），Type B収録了《為了愛要捨棄什麼？》（愛のために何を捨てる?），Type C収録了須田亜香里初次Solo歌曲《現在的我是不行的》（今の私じゃダメなんだ），劇場盤収録了研究生翻唱的歌曲《情歌般的下课铃》（チャイムはLOVE SONG）。
Disc 2收錄了第9張單曲《I love you 我愛你！》（アイシテラブル!）至第20張單曲《金的愛，銀的愛》（金の愛、銀の愛）的A面曲。
Disc 3在各版本收錄了不同的歌曲，Type A收錄了出道單曲 / 第1張單曲《堅強之勇者》（強き者よ）至第8張單曲《單戀Finally》（片想いFinally）的A面曲。Type B和Type C的歌曲是由投票後決定的前8名歌曲，Type B收錄了劇場公演曲，而Type C收錄了單曲中的B面曲。

## 封面寫真
| Type A | 江籠裕奈、北川綾巴、後藤楽楽、古畑奈和、松井珠理奈             |
| Type B | 大場美奈、大矢真那、斉藤真木子、高柳明音、竹内彩姫、谷真理佳   |
| Type C | 木本花音、熊崎晴香、須田亜香里、惣田紗莉渚、日高優月、松村香織 |
| 劇場盤 | 《夏天啊，快！》選抜成員17名                                   |

## 收錄曲目

### Type A
CD（Disc 1）
1. 《夏天啊，快！》（夏よ、急げ!）
（作詞：秋元康，作曲・編曲：池澤聡）
2. 《步槍女孩》（ライフルガール）- Love Crescendo
（作詞：秋元康，作曲：Ruby，編曲：APAZZI）
3. 《零基礎》（ゼロベース）
（作詞：秋元康，作曲：粟津彰，編曲：佐々木裕）
4. 《地平線》（ホライズン）- 愛知豐田選拔
（作詞：秋元康，作曲：多田慎也，編曲：野中“まさ”雄一）
5. 《杯中散落的阳光》（コップの中の木漏れ日）- Love Crescendo
（作詞：秋元康，作曲：多田慎也，編曲：野中“まさ”雄一）
Love Crescendo 第1張單曲《杯中散落的阳光》A面曲
6. 《直到遠方的未來》（あの先の未来まで）- Caramel Cats
（作詞：秋元康，作曲・編曲：つじたかひろ）
收錄於Love Crescendo 第1張單曲《杯中散落的阳光》
7. 《尖端頂點之上！》（てっぺんとったるて!）
（作詞：秋元康，作曲：横健介，編曲：武藤星児）
8. 《想脫制服了》（制服を脱ぎたくなって来た）
（作詞：秋元康，作曲：多田慎也，編曲：野中“まさ”雄一）
9. 《花占卜》（花占い）- 松井珠理奈
（作詞：松井珠理奈，作曲・編曲：井上ヨシマサ）
10. 《逞強的時鐘》（強がり時計）
（作詞：秋元康，作曲・編曲：つじたかひろ）
收錄於AKB48第29張單曲《永遠的壓力》

CD（Disc 2）
1. 《金的愛，銀的愛》（金の愛、銀の愛）
（作詞：秋元康，作曲・編曲：伊藤心太郎）
第20張單曲A面曲
2. 《膽小鬼LINE》（チキンLINE）
（作詞：秋元康，作曲：高木隆次，編曲：生田真心）
第19張單曲A面曲
3. 《向前衝》（前のめり）
（作詞：秋元康，作曲：杉山勝彦，編曲：若田部誠）
第18張單曲A面曲
4. 《風情萬種塞車中》（コケティッシュ渋滞中）
（作詞：秋元康，作曲：フジノタカフミ，編曲：佐々木裕）
第17張單曲A面曲
5. 《12月的袋鼠》（12月のカンガルー）
（作詞：秋元康，作曲：外山大輔，編曲：生田真心）
第16張單曲A面曲
6. 《笨拙的太陽》（不器用太陽）
（作詞：秋元康，作曲：章夫，編曲：野中“まさ”雄一）
第15張單曲A面曲
7. 《未來是什麼？》（未来とは?）
（作詞：秋元康，作曲：山田巧，編曲：板垣祐介）
第14張單曲A面曲
8. 《赞成卡哇伊！》（賛成カワイイ!）
（作詞：秋元康，作曲：Sungho，編曲：生田真心）
第13張單曲A面曲
9. 《美麗的閃電》（美しい稲妻）
（作詞：秋元康，作曲：福田貴史，編曲：佐々木裕）
第12張單曲A面曲
10. 《巧克力的奴隶》（チョコの奴隷）
（作詞：秋元康，作曲：重永亮介，編曲：武藤星兒）
第11張單曲A面曲
11. 《接吻可是左撇子》（キスだって左利き）
（作詞：秋元康，作曲：川島有真，編曲：板垣祐介）
第10張單曲A面曲
12. 《I love you 我愛你！》（アイシテラブル!）
（作詞：秋元康，作曲・編曲：小澤正澄）
第9張單曲A面曲

CD（Disc 3）
1. 《單戀Finally》（片想いFinally）
（作詞：秋元康、作曲・編曲：井上ヨシマサ）
第8張單曲A面曲
2. 《Okey Dokey》（オキドキ）
（作詞：秋元康、作曲：YUMA、編曲：武藤星児）
第7張單曲A面曲
3. 《翡翠色的沙灘裙》（パレオはエメラルド）
（作詞：秋元康、作曲：五戸力、編曲：原田ナ）
第6張單曲A面曲
4. 《萬歲Venus》（バンザイVenus）
（作詞：秋元康、作曲：佐々倉有吾、編曲：野中"まさ"雄一）
第5張單曲A面曲
5. 《1！2！3！4！ 請多關照！》（1!2!3!4! ヨロシク!）
（作詞：秋元康、作曲：ツキダタダシ、編曲：前口渉）
第4張單曲A面曲
6. 《抱歉、SUMMER》（ごめんね、SUMMER）
（作詞：秋元康、作曲：俊龍、編曲：原田ナオ）
第3張單曲A面曲
7. 《藍天下的單相思》（青空片想い）
（作詞：秋元康、作曲：島崎貴光、編曲：野中 "まさ" 雄一）
第2張單曲A面曲
8. 《堅強之勇者》（強き者よ）
（作詞：秋元康、作曲：上田晃司、編曲：野中“まさ”雄一）
第1張單曲A面曲

DVD
1. 《夏天啊，快！》
2. 《穿睡衣的SKE48〜76人的早安！晚安！〜Vol.1》（パジャマでSKE48 〜76人のおは!おや!〜）
  - Team S：東李苑、一色嶺奈、犬塚朝奈、大矢真那、上村亜柚香、北川綾巴、後藤理沙子、杉山愛佳、竹内舞、都築里佳、野口由芽、野島樺乃、二村春香、町音葉、松井珠理奈、松本慈子、矢方美紀、山内鈴蘭、山田樹奈
  - 研究生：相川暖花、片岡成美、和田愛菜、渥美彩羽、石川咲姫、石黒友月、井上瑠夏

### Type B
1. 《夏天啊，快！》
2. 《步槍女孩》 - Love Crescendo
3. 《零基礎》
4. 《地平線》 - 愛知豐田選拔
5. 《杯中散落的阳光》 - Love Crescendo
6. 《因為 今天是雨天嘛？》（だって 雨じゃない?）- Transit Girls
（作詞：秋元康，作曲：you-me，編曲：野中“まさ”雄一）
收錄於Love Crescendo 第1張單曲《杯中散落的阳光》
7. 《尖端頂點之上！》
8. 《為了愛要捨棄什麼？》（愛のために何を捨てる?）
（作詞：秋元康，作曲：斉門，編曲：若田部誠）
9. 《花占卜》 - 松井珠理奈
10. 《如果世界在哭泣》（世界が泣いてるなら）
（作詞：秋元康，作曲：川島有真，編曲：野中“まさ”雄一）
收錄於AKB48第39張單曲《Green Flash》

CD（Disc 2）
1. 《金的愛，銀的愛》
2. 《膽小鬼LINE》
3. 《向前衝》
4. 《風情萬種塞車中》
5. 《12月的袋鼠》
6. 《笨拙的太陽》
7. 《未來是什麼？》
8. 《赞成卡哇伊！》
9. 《美麗的閃電》
10. 《巧克力的奴隶》
11. 《接吻可是左撇子》
12. 《I love you 我愛你！》

CD（Disc 3）
1. 《手牵手》（手をつなぎながら）
（作詞：秋元康，作曲：小網準，编曲：市川裕一）
选自Team S 2nd Stage《手牵手》
2. 《徵兆》（兆し）
（作詞：秋元康，作曲：大内正徳，編曲：野中“まさ”雄一）
选自Team KII 3rd Stage《彈珠汽水的飲用方法》
3. 《枯叶车站》（枯葉のステーション）
（作詞：秋元康，作曲：市川裕一，编曲：樫原伸彦）
选自Team S 3rd Stage《制服之芽》
4. 《十字架》（クロス）
（作詞：秋元康，作曲：division L，編曲：生田真心）
选自Team KII 3rd Stage《彈珠汽水的飲用方法》
5. 《劇場的女神》（シアターの女神）
（作詞：秋元康，作曲：作曲：佐々倉有吾，編曲：市川裕一）
选自Team KII 4th Stage《劇場的女神》
6. 《松村LOVE！》（マツムラブ！）- 松村香織
（作詞：指原莉乃，作曲：川浦正大，編曲：野中“まさ”雄一）
选自研究生《Upcoming 公演》
7. 《紅色高跟鞋和教授》（赤いピンヒールとプロフェッサー）- 松井珠理奈
（作詞：秋元康，作曲：フジノタカフミ，編曲：久下真音）
选自Team S 6th Stage《沉重的足迹》
8. 《无法化作诉说恋情的诗人…》（恋を語る詩人になれなくて）
（作詞：秋元康，作曲：俊龍，编曲：Sizuk）
选自Team S 3rd Stage《制服之芽》

DVD
1. 《夏天啊，快！》
2. 《穿睡衣的SKE48〜76人的早安！晚安！〜Vol.2》
  - Team KII：青木詩織、荒井優希、石田安奈、内山命、江籠裕奈、太田彩夏、大場美奈、小畑優奈、北野瑠華、白井琴望、惣田紗莉渚、高木由麻奈、髙塚夏生、高柳明音、竹内彩姫、日高優月、古畑奈和、松村香織、水野愛理
  - 研究生：大芝りんか、岡田美紅、川合杏奈、北川愛乃、倉島杏実、坂本真凛、佐藤佳穂

### Type C
1. 《夏天啊，快！》
2. 《步槍女孩》 - Love Crescendo
3. 《零基礎》
4. 《地平線》 - 愛知豐田選拔
5. 《杯中散落的阳光》 - Love Crescendo
6. 《說什麼愛著你、愛過你 》（愛してるとか、愛してたとか）- Furumarion
（作詞：秋元康，作曲：ジマエモン，編曲：若田部誠）
收錄於Love Crescendo 第1張單曲《杯中散落的阳光》
7. 《尖端頂點之上！》
8. 《現在的我是不行的》（今の私じゃダメなんだ）- 須田亜香里
（作詞：秋元康，作曲・編曲：板垣祐介）
9. 《花占卜》 - 松井珠理奈
10. 《Gonna Jump》
（作詞：秋元康，作曲：シマダユウキ，編曲：野中“まさ”雄一）
收錄於AKB48第43張單曲《你就是旋律》

CD（Disc 2）
1. 《金的愛，銀的愛》
2. 《膽小鬼LINE》
3. 《向前衝》
4. 《風情萬種塞車中》
5. 《12月的袋鼠》
6. 《笨拙的太陽》
7. 《未來是什麼？》
8. 《赞成卡哇伊！》
9. 《美麗的閃電》
10. 《巧克力的奴隶》
11. 《接吻可是左撇子》
12. 《I love you 我愛你！》

CD（Disc 3）
1. 《我都知道》（僕は知っている）- DOCUMENTARY of SKE48
（作詞：秋元康，作曲・編曲：板垣祐介）
收錄於第17張單曲《風情萬種塞車中》
2. 《沒有望遠鏡的天文台》（望遠鏡のない天文台）- Passion For You 選抜
（作詞：秋元康，作曲：外山大輔，編曲：若田部誠）
收錄於第19張單曲《膽小鬼LINE》
3. 《窗邊LOVER》（窓際LOVER）- Next Position
（作詞：秋元康，作曲：野村美和，編曲：野中“まさ”雄一）
收錄於第20張單曲《金的愛，銀的愛》
4. 《骤雨之前》（夕立の前）- 研究生
（作詞：秋元康，作曲：小網準，編曲：野中“まさ”雄一）
收錄於第12張單曲《美麗的閃電》
5. 《这里来一发》（ここで一発）- 田〜须〜&小〜松〜
（作詞：秋元康，作曲・編曲：真崎修）
收錄於第13張單曲《赞成卡哇伊！》
6. 《耀眼的晴空》（目が痛いくらい晴れた空）- 研究生
（作詞：秋元康，作曲：中谷あつこ，編曲：野中“まさ”雄一
收錄於第9張單曲《I love you 我愛你！》
7. 《Escape》
（作詞：秋元康，作曲・編曲：井上ヨシマサ）
收錄於AKB48第34張單曲《倘若在梧桐樹的路上對你說「我夢見了你的微笑」之後我們的關係會有什麼樣的變化呢、我兀自持續想了好多天最後有點難為情地得到了一個結論》
8. 《穿著制服的名偵探》（制服を着た名探偵）
（作詞：秋元康，作曲・編曲：飯田清澄）
收錄於第18張單曲《向前衝》

DVD
1. 《夏天啊，快！》
2. 《穿睡衣的SKE48〜76人的早安！晚安！〜Vol.3》
  - Team E：浅井裕華、井田玲音名、市野成美、鎌田菜月、木本花音、熊崎晴香、後藤楽々、斉藤真木子、酒井萌衣、佐藤すみれ、末永桜花、菅原茉椰、須田亜香里、髙寺沙菜、髙畑結希、谷真理佳、福士奈央
  - 研究生：白雪希明、仲村和泉、野々垣美希、野村実代、深井ねがい、森平莉子、矢作有紀奈

### 劇場盤
1. 《夏天啊，快！》
2. 《步槍女孩》 - Love Crescendo
3. 《零基礎》
4. 《地平線》 - 愛知豐田選拔
5. 《杯中散落的阳光》 - Love Crescendo
6. 《平民出馬宣言》 - Dead Stock Diamonds
（作詞：秋元康，作曲・編曲：渡辺未来）
收錄於Love Crescendo 第1張單曲《杯中散落的阳光》
7. 《尖端頂點之上！》
8. 《情歌般的下课铃》（チャイムはLOVE SONG）- 研究生
（作詞：秋元康，作曲：白戸佑輔，編曲：渡辺未来）
9. 《花占卜》 - 松井珠理奈
10. 《SKE48 2nd Album Songs Medley》

CD（Disc 2）
1. 《金的愛，銀的愛》
2. 《膽小鬼LINE》
3. 《向前衝》
4. 《風情萬種塞車中》
5. 《12月的袋鼠》
6. 《笨拙的太陽》
7. 《未來是什麼？》
8. 《赞成卡哇伊！》
9. 《美麗的閃電》
10. 《巧克力的奴隶》
11. 《接吻可是左撇子》
12. 《I love you 我愛你！》

## 選拔成員

### 夏天啊，快！
（中心成員：松井珠理奈）
- Team S：大矢真那、松井珠理奈
- Team S / AKB48 Team 4：北川綾巴
- Team KII：江籠裕奈、大場美奈、惣田紗莉渚、高柳明音、竹内彩姫、日高優月、古畑奈和、松村香織
- Team E：木本花音、熊崎晴香、後藤乐乐、斉藤真木子、須田亜香里、谷真理佳

### 步槍女孩
「Love Crescendo」名義
（中心成員：松井珠理奈）
- Team S：松井珠理奈
- Team S / AKB48 Team 4：北川綾巴
- Team KII：江籠裕奈、小畑優奈
- Team E：熊崎晴香、後藤楽楽、菅原茉椰

### 零基礎
- Team S：犬塚朝奈、大矢真那、後藤理沙子、竹内舞、都築里佳、松井珠理奈、矢方美紀、山内鈴蘭
- Team KII：石田安奈、内山命、大場美奈、高木由麻奈、高柳明音、松村香織
- Team E：木本花音、斉藤真木子、酒井萌衣、佐藤堇、須田亜香里

### 地平線
「愛知豐田選拔」名義
- Team S：東李苑、松井珠理奈
- Team S / AKB48 Team 4：北川綾巴
- Team KII：江籠裕奈、大場美奈、惣田紗莉渚、高柳明音、古畑奈和
- Team E：熊崎晴香、木本花音、後藤楽楽、須田亜香里

### 尖端頂點之上！
- Team S：杉山愛佳、野口由芽、町音葉、松本慈子、山田樹奈
- Team KII：青木詩織、太田彩夏、白井琴望、髙塚夏生
- Team E：浅井裕華、井田玲音名、市野成美、髙畑結希、福士奈央

### 想脫制服了
- Team S：一色嶺奈、上村亜柚香、野島樺乃
- Team KII：小畑優奈、水野愛理
- Team E：後藤楽楽、末永桜花、菅原茉椰

### 為了愛要捨棄什麼？
- Team S：二村春香
- Team KII：荒井優希、江籠裕奈、北野瑠華、古畑奈和
- Team E：鎌田菜月、髙寺沙菜

### 情歌般的下课铃
- 研究生：相川暖花、渥美彩羽、石川咲姫、石黒友月、井上瑠夏、大芝凛华、岡田美紅、片岡成美、川合杏奈、北川愛乃、倉島杏実、坂本真凛、佐藤佳穂、白雪希明、仲村和泉、野野垣美希、野村実代、深井愿、森平莉子、矢作有紀奈、和田愛菜

## 備註
1. ↑  . nikkansports. 2017-02-27  [2017-06-15]. （原始内容存档于2021-02-06） （日语）.
2. ↑  . Oricon. 2017-02-03  [2017-06-15]. （原始内容存档于2017-02-04） （日语）.
3. ↑  . Real Sound. 2017-01-24  [2017-06-15]. （原始内容存档于2021-03-02） （日语）.
4. ↑  . BARKS音楽ニュース. 2017-02-09 （日语）.

## 外部連結
- SKE48官方介紹頁面 （页面存档备份，存于）
- avex官方SKE48作品介紹頁面 （页面存档备份，存于）